# 清浄院 (加藤清正室)
清浄院（せいじょういん、しょうじょういん、旧字体：淸淨院、天正10年（1582年） - 明暦2年9月17日（1656年11月3日））は、安土桃山時代から江戸時代前期にかけての女性。加藤清正の継室。水野忠重の娘。名はかな。

## 生涯
天正10年（1582年）、三河国刈谷城主・水野忠重の娘として誕生。
その後、いとこの徳川家康の養女となり、慶長4年（1599年）、18歳で加藤清正と結婚し正室として大坂屋敷に入った。慶長5年（1600年）の関ヶ原の戦いを前に清正の待つ隈本へと脱出。同地で八十姫（瑤林院）を生む。
清正死後も熊本城にあって、化粧料1万石（加藤家侍帳）を与えられ、幼年の2代忠広を支えて重きをなす。忠広の室に江戸幕府将軍・徳川秀忠の養女・崇法院（蒲生秀行と家康三女振姫の娘）を熊本に迎え、清正の長女・あま姫（本浄院）を徳川譜代の重臣・阿部正次の嫡男・政澄の室に出し、夫の家康との生前の約束である八十姫（瑤林院）と徳川頼宣の結婚を履行させるなど、加藤家と徳川家の絆を結ぶことに尽くす。
加藤氏の改易後は、清正の京都の菩提寺である本圀寺門前に住み、清正の菩提を弔って余生を過ごす。明暦2年（1656年）に死去、享年75。本圀寺の清正廟の隣に埋葬される。八十姫は深く悲しみ、両親墓に並べて自身の逆修墓（生前墓）を建て、墓前に池を掘り加藤家墓地として整備、両親の戒名を並べた父母位牌（和歌山・報恩寺蔵）を作り、日夜供養したという。